# シャルル・モーラス
シャルル＝マリー＝フォティウス・モーラス（Charles-Marie-Photius Maurras、1868年4月20日 - 1952年11月16日）は、フランスの文芸評論家、作家、詩人。王党派右翼のアクション・フランセーズで活動。モーラスはモラスとも。

## 生涯
マルティーグで中流ブルジョア家庭に生まれ、14歳の時に難聴に罹り同時に発声能力も低下したことで海軍兵学校（エコール・ナバール）への入学を断念せざるを得なくなる。17歳でパリに出て文芸誌や政治紙に寄稿を重ねる傍ら大学や図書館に通い、オーギュスト・コントの実証主義に傾倒。ドレフュス事件の当時は王党派新聞の記者であったが、ユダヤ人であるドレフュスを追放すべきと主張し紙上で反ユダヤ主義の激しい論陣を張る。1899年に、前年アンリ・ヴォジョアとモーリス・ピュジョが結成したアクション・フランセーズに加入。1905年には機関紙としての「アクション・フランセーズ」を創刊し、オルレアン朝の復活や反ユダヤ主義・対独強硬路線を宣撫しながらもプルードンやジョルジュ・ソレルといった直接行動主義的な政治・社会運動からも影響を受けた。
第一次世界大戦が勃発すると、アクション・フランセーズの会員を召集して共和制の打倒を一時的に止めさせ対独戦争への協力を指示。戦意高揚を訴えつつもドイツに好意的と看做される人士を攻撃し、しばしば訴訟沙汰を起こした。また他の保守・右派と共にクレマンソーの大統領当選に貢献している。
第一次大戦の終結に際してはフランスの犠牲と損害に相応しい賠償・ドイツの解体を要求し、民族自決の原則の原則的適用や無賠償・無併合には徹底的に反対した。またロシア革命後のソビエト連邦を脅威としながらもイタリアを同盟国として重要視し、ムッソリーニのファシスト政権を積極的に支持した。1934年2月6日の危機では他の右翼諸団体と連携して共和制打倒寸前まで行くものの失敗、人民戦線内閣でアクション・フランセーズは地下活動を余儀なくされ1936年には襲撃を受けて負傷している。一方で1938年にはアカデミー・フランセーズの会員に列せられ、スペイン内戦にあたっては反共和国側のフランコを支持した。
右翼活動家でありながら、ナチスに対しては反ユダヤ主義には一定の評価をしながらも、寧ろフランスへの敵愾心を煽り軍事力と経済力の回復を訴えていると看做して早くから警戒していた。ヒトラーの政権獲得後もラインラント進駐には理解を示す一方で長いナイフの夜や独ソ不可侵条約には強い調子で非難し、ヒトラーとの同盟関係からムッソリーニを引き離すよう訴えてミュンヘン協定をフランスを滅亡に導くと批判した。
しかし第二次世界大戦勃発でフランスはナチス占領下に置かれ、パリのアクション・フランセーズ本部にもゲシュタポが乗り込んだ。モーラスはパリを逃れてフランス中部のリヨンに居を移し、「フランスあるのみ」とフランス国家のひたすらな回復を求める考え方からフィリップ・ペタンのヴィシー政権に協力する。「アクション・フランセーズ」紙もリヨンで刊行が続けられ、反ドイツ的な主張は引っ込められたもののユダヤ人・フリーメイソン・民主主義・社会主義・共和制への攻撃を止めなかった。また、レジスタンスをテロリストとして激しく非難した。戦前はド・ゴールを評価していたが、戦中は一転、ド・ゴール率いる自由フランスを批判した。
1944年9月、フランスが連合国によって解放されるとモーラスはモーリス・ピュジョと共に対独協力者として逮捕される。翌年にはアカデミーからも追放される。対独協力者裁判では終身禁固刑の判決が下り、この時「ドレフュスの復讐だ！」と叫んだ。獄中でも執筆活動を続けたが、健康を害して1952年に治療恩赦を受け、トゥールの病院にて死去した。臨終の際にカトリックの洗礼を受け、臨終の儀式を受けている。

## 思想
フランスにおける反近代主義の代表的存在であり、その思想は、古典主義的要素を含め、反ロマン主義的であり、T・S・エリオットやT・E・ヒューム、パウンドらに影響を与える。
その系譜は、アルチュール・ド・ゴビノーやモーリス・バレスを受け継ぎ、対独協力派のファシストとなりモーラスと袂を別った作家のリュシアン・ルバテは、若い頃はモーラスの薫陶を受け、その強い影響を受けている。ジョルジュ・ソレルもモーラスの反民主主義的な姿勢に賛同しており、同世代の作家ジッドとは論争したことがある。文芸評論で著名なモーリス・ブランショも、間接的に影響され初期は極右イデオローグとして出発している。
王権という無意味で不合理な存在をあえて据えることで民主主義の害を防げると考え、君主制を支持した。

## 作品の日本語訳
- 『ヴェネチアの恋人たち　ジョルジュ・サンドとミュッセ』（後藤敏雄訳、彌生書房（彌生選書）、1972年）
- 『ミストラルの智慧』（畠中敏郎訳、青山社、1987年）